# Borissoglebsk 2

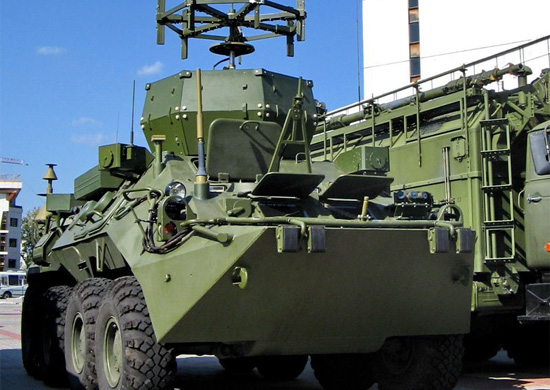
Borissoglebsk 2 sur véhicule porteur BTR

Le Borissoglebsk 2 est un dispositif de guerre électronique mobile russe introduit en 2015 dans l'armée russe. Son châssis est celui de la gamme BTR-80 mais il peut également être chenillé sur MT-LB. Il est fabriqué par la société UIMC et a été développé par le bureau Sozvezdie

## Description
Par rapport à ces prédécesseurs, le Borissoglebsk-2 présente de meilleures caractéristiques techniques. Il opère sur une bande de fréquences plus large pour la collecte et le brouillage des radars. Il possède des temps de balayage plus rapides du spectre de fréquences et possède aussi une plus grande précision pour l'identification de la localisation de la source des émissions radar ainsi qu'une capacité de suppression accrue. Le Borisoglebsk-2 est réputé pouvoir supprimer toute communication radio de la plupart des nations développées. Le Borissoglebsk-2 est capable de brouiller les télécommunications mobiles satellitaires et les dispositifs de radionavigation.

## Entrée en service
En août 2015, dix ensembles de ce système ont été livrés pour entrer en service au sein de l'armée russe suivis de quatorze autres ensembles. Selon Rostec, la Russie prévoit de les déployer sur la zone frontière de Kaliningrad à Blagovechtchensk.
À partir d'octobre 2015, ces dispositifs seraient également actifs en Syrie.
Le 21 septembre 2016, plus de dix systèmes Borissoglebsk 2 et Rtyt-BM de guerre électronique ont été livrés à l'armée russe et de nouvelles livraisons ont eu lieu au cours du premier semestre 2017,.

## Évolution
Borissoglebsk 2 (production 2004) est une évolution du Borissoglebsk 1 (production 1999-2001), lui-même évolution du système soviétique R-330 et Р-330.

## Utilisations
Des tests ont été menés après les premières livraisons aux forces armées russes. Le système a été utilisé à l'été 2015, dans l'est de l'Ukraine. Il a été affirmé que le système a causé des difficultés à l'OTAN, en brouillant les systèmes GPS et de téléphonie mobile dans certaines parties du pays. Le commandant militaire américain en Europe, le général Frederick Hodges, a déclaré que la Russie menait une guerre électronique dans l'est de l'Ukraine à laquelle même l'OTAN aurait du mal à résister, mais n'a pas mentionné de Borissoglebsk 2.
Moscou a renforcé sa présence militaire en Syrie et en Irak avec  neuf systèmes de guerre électronique Borissoglebsk 2.
Le R-330BMV Borisoglebsk-2B est utilisé durant l'invasion de l'Ukraine par la Russie à partir de 2022, lors de laquelle plusieurs exemplaires ont été détruits ou saisis par l'armée ukrainienne.